# As Etiópicas

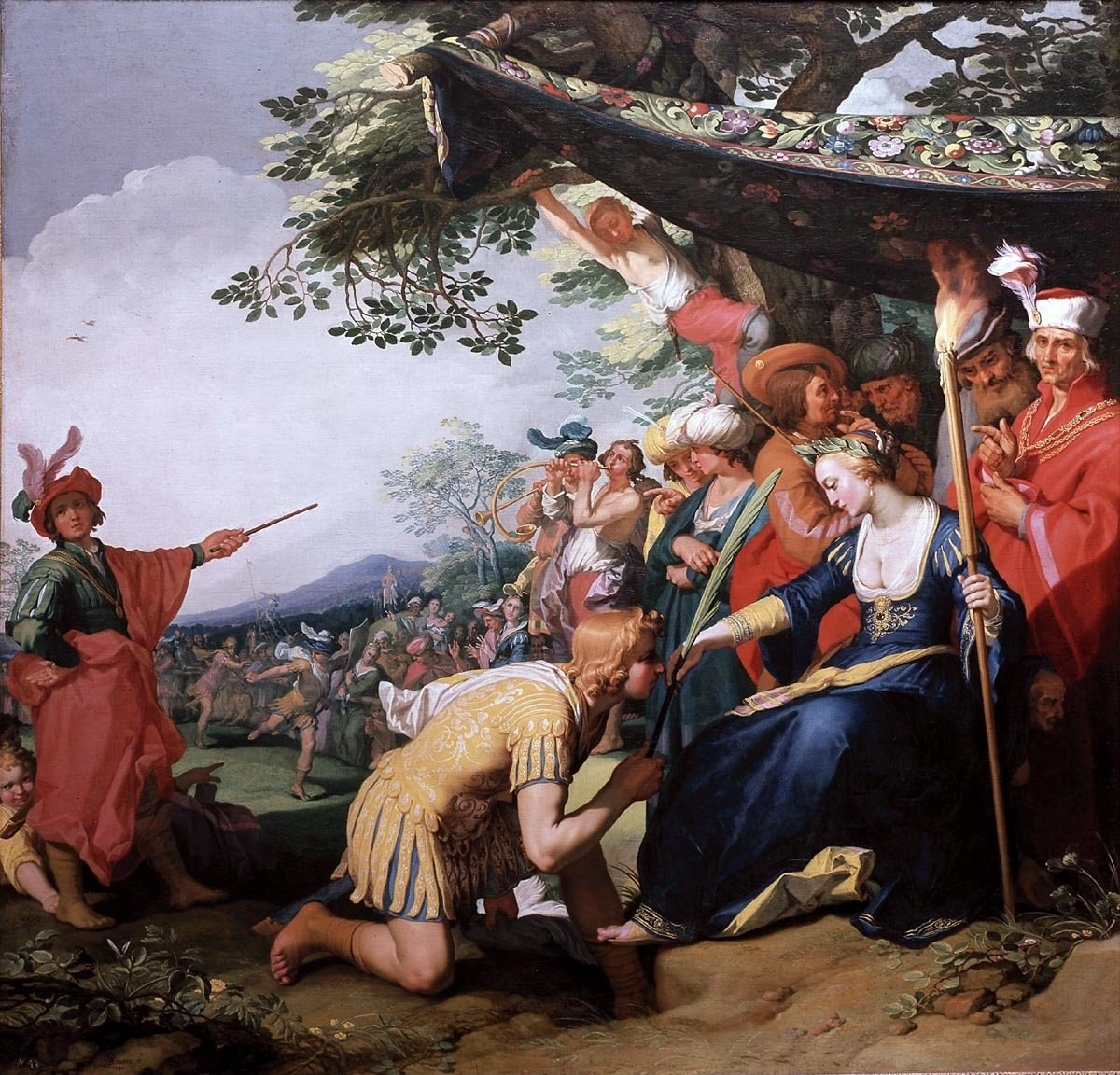
Teágenes a receber a palma da honra de Caricleia por Abraham Bloemaert, 1626 (Mauritshuis, Haia, Países Baixos)

As Etiópicas (em grego:  Αἰθιοπικά) (A História Etíope) ou Teágenes e Caricleia (em grego:  Θεαγένης καὶ Χαρίκλεια) é um romance da Grécia Antiga. Foi escrito por Heliodoro de Emesa e é a sua única obra conhecida.

## Autor
Sócrates Escolástico (século V a.C.) identifica o autor d'As Etiópicas com um certo Heliodoro, bispo de Tricca. Nicéforo Calisto Xantópulo (século XIV) afirma que esta obra fora escrita nos primeiros anos deste bispo antes de se tornar cristão e que, quando forçado ou a renegar a sua obra ou renunciar o seu bispado, preferiu a resignação. A maior parte dos estudiosos rejeita esta identificação. As informações mais exactas sobre Heliodoro que se conhecem vêm da própria obra Aethiopica. O autor identifica-se como: «Aqui acaba a história das aventuras etíopes de Teágenes e Caricleia escrita por Heliodoro, um fenício da Emesa, filho de Teodósio e descendente do Sol.»

## Redescoberta
As Etiópicas apareceram na Europa Ocidental durante o Renascimento a partir de um manuscrito da biblioteca de Matias Corvino, encontrado no saque de Buda (actualmente a parte oeste de Budapeste) em 1526 e foram imprimidas em Basel em 1534. Outros códices foram descobertos. Foi traduzido pela primeira vez para francês pelo célebre Jacques Amyot em 1547 e para inglês em 1569 por Thomas Underdown, que usou a tradução latina de 1551 de Stanisław Warszewicki para criar a sua Aethiopian Historie.
No Império Bizantino, este romance era conhecido pelo público grego. Por exemplo, o romance é mencionado num testamento de um nobre chamado Eustácio Vóilas (Εὐστάθιος Βοΐλας). De acordo com o seu testamento, datado de 1059, ele legou vários livros para um mosteiro de Teótoco, que encontrara, entre os quais As Etiópicas.
Esta obra foi impressa várias vezes por Gabriele Giolito de' Ferrari na República de Veneza (1556, 1560, 1586) numa tradução italiana do grego de Leonardo Ghini.

## Estilo
As Etiópicas têm como modelo as obras de Homero e Eurípides. O título vem do facto de que a acção no princípio e no fim da narrativa se passa na Etiópia.
A obra é notável pela sua rápida sucessão de eventos, variedade de personagens, as suas descrições vívidas de comportamentos e de cenário e o seu estilo de escrita elegantemente simples. Mas o que tem sido notado como mais notável neste romance é que começa a meio da narrativa ("in medias res") e a narrativa desenvolve-se com várias personagens que recontam as suas aventuras anteriores através de narrativas retrospectivas ou diálogos, que eventualmente se enlaçam. Homero recorreu a esta técnica tanto na Ilíada como na Odisseia. Esta característica faz que As Etiópicas se destaquem de todos os outros romances gregos.[carece de fontes?]

## Visão geral da narrativa

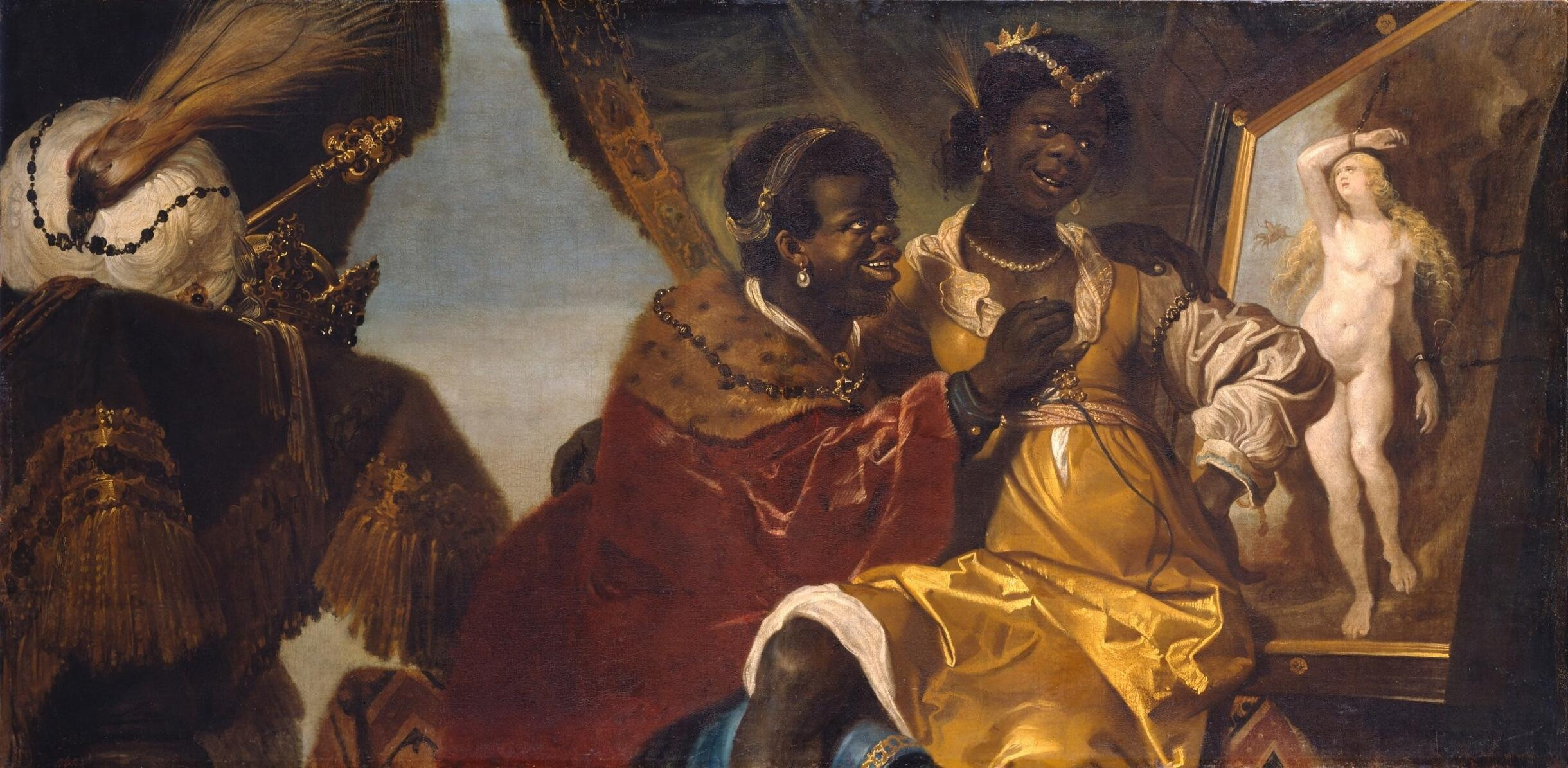
Persina sentada no colo de Hídaspes olha para um retrato de Andrómeda por Karel van Mander III (1609-1670), 1640 (Museumslandschaft Hessen Kassel, Kassel, Alemanha)

Caricleia, filha do rei Hídaspes e da rainha Persina da Etiópia, nasceu branca devido a um efeito causado por sua mãe ter olhado para uma estátua de mármore durante a gravidez (um exemplo da teoria da impressão materna). Temendo acusações de adultério, Persina entrega a sua filha recém-nascida ao cuidado de Sisímitras, um gimnosofista, que a leva para o Egipto e deixa-a ao encargo de Cáricles, um sacerdote pitiano. Caricleia é então levada para Delfos e feita sacerdotisa de Ártemis.
Teágenes, um nobre da Tessália, vem a Delfos e os dois apaixonam-se. Ele foge com Caricleia com ajuda de Calásiris, um egípcio que fora incumbido pela rainha Persina de encontrar Caricleia. Eles encontram muitos perigos: piratas, bandidos, entre outros. As personagens principais acabam por se encontrar em Meroe, quando Caricleia está prestes a ser sacrificada aos deuses pelo próprio pai. A sua verdadeira identidade é revelada e os amantes casam felizes.

## Influência
O romance de Heliodoro foi muito influente e imitado pelo romance bizantino e pelos escritores franceses, italianos e espanhóis. A estrutura, a acção e os temas do romance aventuresco europeu da primeira metade do século XVII — Mlle de Scudéry, Marin le Roy de Gomberville, Persiles y Sigismunda de Miguel de Cervantes e, provavelmente, Oroonoko de Aphra Behn — tiveram directamente como modelo a obra de Heliodoro. A sua influência continuou a ser vista no romance do século XVIII (especialmente nos quais há uma estrutura de "um conto dentro de um conto").
O dramaturgo inglês John Gough baseou a sua tragicomédia The Strange Discovery (publicada em 1640) n'As Etiópicas.
O dramaturgo francês do século XVII Jean Racine afirmou que o romance de Heliodoro era o seu livro preferido e quando, após ter entrado no mosteiro jansenista ascético Port-Royal, o livro lhe foi repetidamente tirado, Racine alegadamente disse que a perda do livro já não lhe importava porque já o tinha memorizado.
O princípio da vida de Clorinda na Jerusalém Libertada de Torquato Tasso (canto XII, 21 sqq.) é quase idêntico com o de Caricleia.
A escritora canadiana Alice Munro refere o romance de Heliodoro na sua pequena história "Silence" e também explora o tema de uma mãe separada da sua filha. A história foi publicada no livro Runaway em 2004.

## Resumo
As Etiópicas estão divididas em 10 livros.

### Livro Primeiro

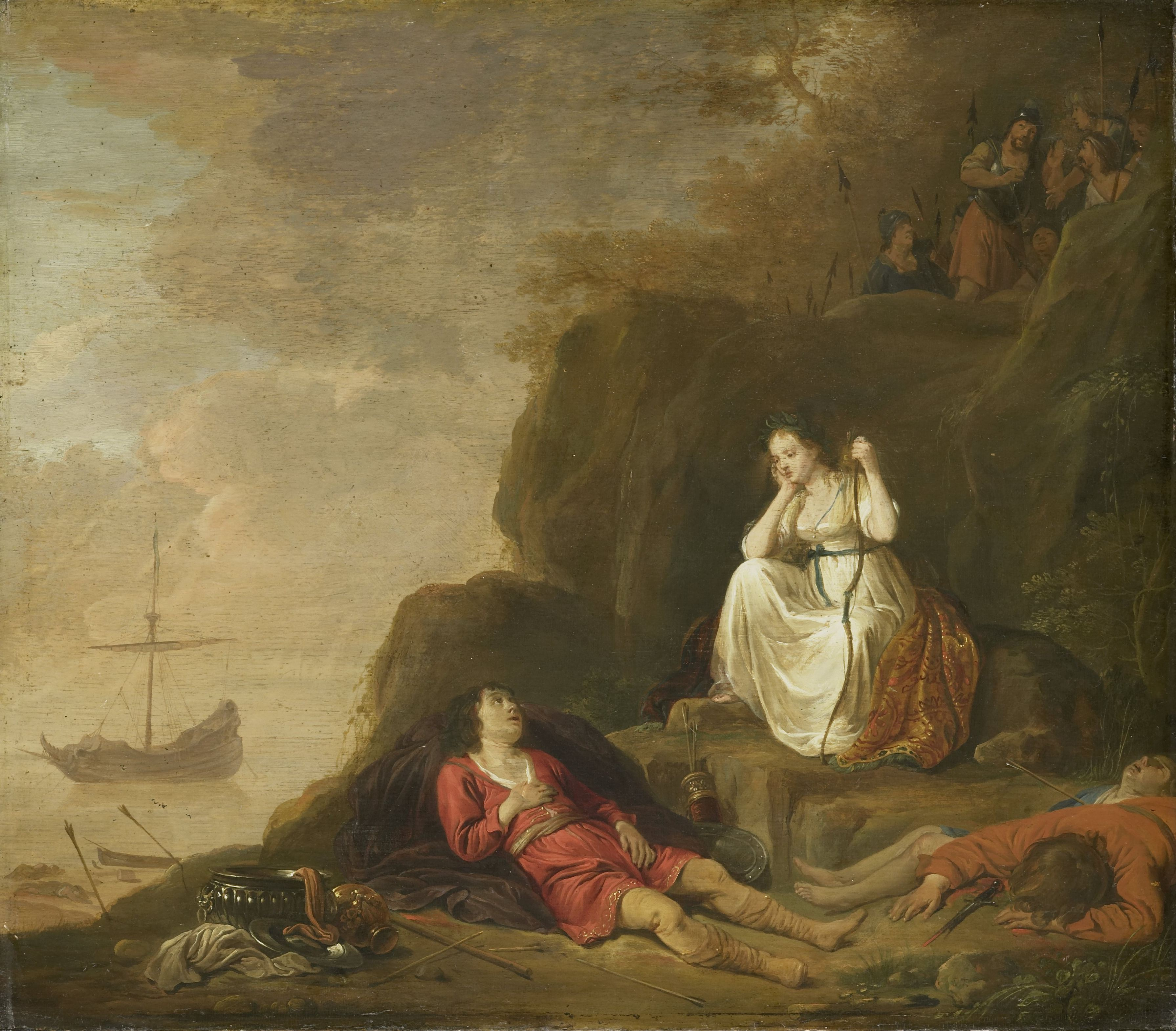
Teágenes e Caricleia por Daniël Thivart, ca. 1625-1640 (Rijksmuseum, Amesterdão, Países Baixos)

A narração começa in medias res. Um grupo de ladrões do Egipto de cima de uma colina numa planície do Nilo vêem um cenário terrível de destruição bélica: homens chacinados por toda a parte num banquete na costa, alguns mortos outros moribundos, um barco atracado carregado de bens e riquezas sem marinheiros — tudo sinais evidentes de que teria havido uma batalha naquele sítio. Em contraste com o cenário terrível, encontra-se uma jovem belíssima com uma grinalda de flores na cabeça, uma aljava nas costas e um arco no ombro esquerdo sentada numa rocha indiferente à carnificina. A quadrilha primeiro esconde-se de pavor ao julgar tratar-se da deusa Ártemis ou Ísis, mas, ao vê-la curar tão apaixonadamente as feridas de um jovem ferido na batalha que parecia morto, também de uma beleza extraordinária, percebe que é apenas mortal e descem todos para tentar a sua sorte com os despojos de guerra. Mais tarde, vem-se a saber que estes dois jovens são Teágenes e Caricleia.
De repente, vem outro grupo de malfeitores e o primeiro foge com medo, deixando os despojos para trás. Este segundo grupo contempla o casal apaixonado e, roubando os despojos, manda Caricleia acompanhá-los para o seu acampamento nas margens do Nilo. Ela, ao adivinhar o que pretendiam, aponta a sua faca ao próprio peito, ameaçando matar-se caso seja separada do amado. O chefe dos ladrões anui ao seu pedido e ambos partem com eles. No acampamento são entregues à custódia de um grego — Cnémon, que fora raptado uns dias antes pela mesma súcia — que serve de intérprete, já que o casal de jovens não falava a língua local. Cnémon trata as feridas de Teágenes e Caricleia chora e lamuria-se enormemente com a sua sorte. Teágenes reconforta-a e pede a Cnémon que conte a sua sorte. Este conta as peripécias que o levaram ao seu desterro, como foi atraiçoado pela madrasta e a criada Tisbe e vão dormir. O chefe dos ladrões — Tíamis — tem uma visão em sonhos onde está no templo de Ísis, que está a arder cheio de homens mortos, e a deusa diz-lhe sobre Caricleia:
| ὦ Θύαμι, τήνδε σοι τὴν παρθένον ἐγὼ παραδίδωμι, σὺ δὲ ἔχων οὐχ ἕξεις, ἀλλ ̓ ἄδικος ἔσῃ καὶ φονεύσεις τὴν ξένην· ἡ δὲ οὐ φονευθήσεται. | Ó Tíamis, eu entrego-te esta jovem, mas tu, tendo-a, não a terás, todavia serás injusto e matarás a estrangeira; mas ela não será morta. |
| —I.18.4 | |

Tíamis interpreta que se deve casar com Caricleia para a ter como mulher e não como rapariga — «tendo-a, não a terás» — e que matá-la seria tirar-lhe a virgindade — «ela não será morta». No dia seguinte, reúne todo o grupo de ladrões, bem como os jovens amantes e o grego Cnémon e propõe casar-se com Caricleia. Pede opinião à própria, a qual inventa um estratagema para se manter a salvo e a Teágenes. Começa por dizer que é irmã de Teágenes e que ambos abraçaram o sacerdócio aos 14 anos (ela de Ártemis, ele de Apolo) com duração de um ano e, findo esse período, navegaram rumo a Delos para abdicar dessas funções, razão pela qual o barco deles estava cheio de riquezas e bens. No entanto, uma grande tempestade mudou os ventos que os conduziram até aqui. Ao chegarem à costa após grandes intempérides, fizeram todos um banquete e os piratas, ao vê-los e às riquezas do barco, começaram uma chacina, resultando na cena inicial do livro. Estes morreram todos, tendo também sido dizimada a tripulação que vinha com Caricleia e Teágenes. Terminada a historieta, diz que aceita casar com Tíamis, claro, mas pede-lhe que primeiro a leve a um templo qualquer de Apolo para abdicar do seu sacerdócio e entregar os objectos sagrados que detém. Tíamis aceita e começa uma expedição rumo a Mênfis, onde havia um templo, levando todo o grupo de bandidos e algumas das riquezas que roubaram. Teágenes farta-se de chorar e Caricleia sossega-o.
Cnémon aparece a correr para avisar que estão a ser atacados e que vão entrar em combate. O grupo que os ataca é o primeiro grupo descrito logo no princípio do livro, que fugira sem os despojos de guerra. Teágenes, a mando de Tíamis, leva Caricleia para a caverna onde estão escondidos os tesouros. Vai para a batalha, onde se digladiam as duas quadrilhas, mas, ao ver o campo de guerra com homens mortos e fogo, lembra-se do sonho que tivera e interpreta de maneira contrária: Caricleia teria de ser perdida como sacrifício para vencer a guerra e ele deveria matá-la sem lhe tirar a virgindade. Dirige-se à caverna onde escondera Caricleia e vê uma mulher e mata-a. Entretanto, Cnémon, Teágenes e outros fogem da ilha de barco, mas Tíamis julga que é um acto de cobardia e fica. Os inimigos de Tíamis ganham, sem encontrar os despojos, mas não o matam, pois o irmão mais novo de Tíamis — Petosíris, que por manhas convenceu o irmão a abdicar do cargo de sacerdote que lhe era devido por ser o mais velho (Petosíris era o irmão mais novo) —, ao saber que Tíamis era chefe de uns bandidos e preocupado que regressasse, ofereceu uma recompensa a quem o capturasse vivo.

### Livro Segundo
Teágenes ao ver a ilha toda a arder ao longe decide suicidar-se por julgar que Caricleia morreu na caverna, mas Cnémon impede-o, assegurando-o de que o fogo não consegue penetrar na caverna. Dirigem-se para a ilha e, ao entrarem na caverna, vêem o corpo de uma mulher assassinada. Teágenes julga ser Caricleia e, profundamente transtornado, decide matar-se outra vez, no entanto, Cnémon antecipa-se e impede-o. Nisto ouve-se uma voz a chamar por Teágenes e este pensa ser Caricleia, vira a cara do cadáver e descobre que não era Caricleia, mas sim Tisbe — a antiga criada de Cnémon, que fora responsável pelo seu destino. Esta deixara uma carta onde diz que fora raptada por um dos ladrões que se apaixonara por ela. Eis que aparece o dito ladrão — Termutis — que, ao vê-la morta, pensa que foram os jovens e Cnémon que a assassinaram e entra em fúria. Após tranquilizado, todos adormecem. No dia seguinte, Cnémon parte com o ladrão para verem em que condições se encontrava Tíamis, que fora raptado pelo inimigo; e Téagenes e Caricleia ficam no esconderijo com a missão de partirem para Quémis, onde se encontrariam com Cnémon, mal ele conseguisse despistar o ladrão.
Cnémon consegue afastar-se do ladrão e prepara-se para ir para Quémis, para se encontrar com Teágenes e Caricleia. Porém, encontra no caminho um ancião numa vila que o leva para a casa onde está hospedado e lhe conta as misérias dos seus filhos, que perdeu. Através da conversa, fica-se a saber que se trata de Calásiris, que tinha sido sacerdote e acabou como "pai adoptivo" de Teágenes e Caricleia.
Cnémon conta-lhe que os dois jovens estão vivos e este conta-lhe que o dono da casa — Náusicles — partiu à procura de Tisbe, que fora raptada por um ladrão. O velho procede a contar a sua história, como fora exilado do Egipto e foi para a Grécia e descobre-se que é Pai de Tíamis e Petosíris. Narra a história que o pai adoptivo de Caricleia — Cáricles — lhe contou, de como Caricleia lhe foi entregue com sete anos de idade por um legado etíope que, por sua vez, a recebeu dos pais verdadeiros. Este acolhe-a como filha a partir daí, não se sabendo, ainda, a sua filiação verdadeira.

### Livro Terceiro
Calásiris continua a narrar a sua história: Teágenes e Caricleia vêem-se e apaixonam-se à primeira vista, Caricleia adoece de amores e Cáricles, seu pai, pede a Calásiris que a cure; Teágenes pede também ajuda a Calásiris.

### Livro Quarto

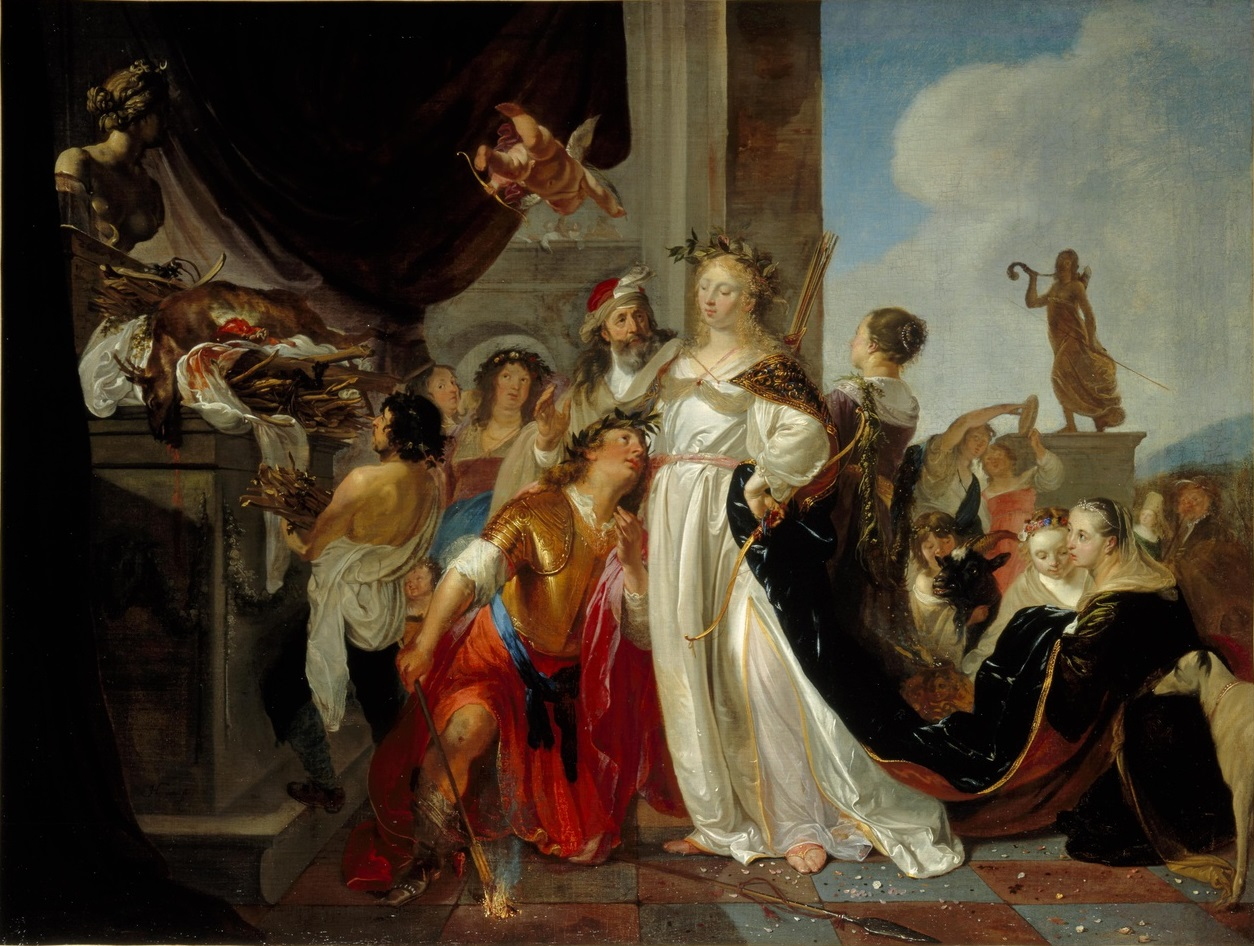
O primeiro encontro de Teágenes e Caricleia por Hans Horions (1624-1672), ca. 1650-1655 (Centraal Museum, Utrecht, Países Baixos)

Cáricles, pai de Caricleia, pede ajuda a Calásiris para curar a filha, mas esta está apenas apaixonada. Cáricles mostra a Calásiris a carta que o legado da Etiópia deixou com Caricleia, onde é revelada a verdadeira identidade de Caricleia — filha dos reis da Etiópia — e a razão pela qual foi exposta — nasceu branca, no meio dos etíopes, e, para a sua mãe não ser acusada de adultério, preferiu abandoná-la, dizendo que morrera ao nascer. A sua mãe entrega a criança cheia de jóias e riquezas. Calásiris revela a Caricleia a sua verdadeira identidade e diz-lhe que a própria rainha o incumbira de a encontrar e que ele só esperou pela prova para confirmar se a princesa etíope exposta se tratava mesmo de Caricleia. Calásiris manda Caricleia mentir ao pai adoptivo — Cáricles —, dizendo que irá casar com o primo, cujo arranjo o seu pai fizera. Calásiris orquestra um plano: manda os jovens esconderem-se num monte e vai à cidade incitar a população a revoltar-se contra os tessálios, de cujo grupo pertencia Teágenes, ao pensarem que foi este quem raptou Caricleia. Combina com uns jovens que vão partir à tarde num barco para África e pede que esperem por ele.

### Livro Quinto
Despistada a população com a artimanha de Calásiris, ele mais os dois jovens embarcam no navio. Entretanto, Calásiris interrompe a narrativa para irem dormir. Cnémon ouve um barulho que é Náusicles a regressar a casa, afirmando que encontrou de boa saúde Tisbe, que procurava. Cnémon fica muito apreensivo, pois vira-a morta na caverna. Vão todos dormir e ele vai indagar e ouve, à porta de um quarto, Tisbe a lamentar a sua sorte, por ter sido encontrada por Náusicles e não estar com o ladrão egípcio, que a deixou na caverna, julgando-a morta. Percebe-se, contudo, que Cnémon fora iludido por um deus, pois quem chorava era Caricleia e não Tisbe. Narra-se a história do que ocorrera com Caricleia e Teágenes depois da partida de Cnémon da caverna: ficaram primeiro na caverna, depois saíram, almejando partir para Quémis, mas, assim que saem, avistam o regresso do inimigo. Estes, não encontrando o esconderijo das riquezas, mas sim o casal, levam-nos ao seu capitão Mítranes, servo do rei do Egipto, que, por sua vez, fora contratado por Náusicles (o dono da casa onde Calásiris está hospedado) para procurar Tisbe. Mítranes mostra Caricleia a Náusicles e pergunta se se trata de Tisbe e ele responde que sim e segreda a Caricleia ao ouvido em grego (pois os outros sendo egípcios não perceberiam) que ela deveria fingir ser Tisbe, caso quisesse sobreviver. É assim que ela vai parar à casa onde Calásiris e Cnémon estão a dormir. Teágenes, por outro lado, é enviado por Mítranes para a Babilónia, para servir na corte do rei egípcio.
Na manhã seguinte, Náusicles mostra Caricleia e dá-se o reconhecimento desta por Calásiris e Cnémon. Náusicles cede Caricleia a Calásiris, mediante um preço — o anel de Caricleia, que lhe foi deixado à nascença pela sua mãe, a rainha da Etiópia. Indagam sobre o paradeiro de Teágenes e Náusicles afirma que vai resgatá-lo. Há um banquete e Calásiris continua a sua história. Conta que, a seguir à partida no navio com Caricleia e Teágenes, navegaram durante algum tempo até pararem numa cidade para passarem o Inverno, pois as águas nessa altura eram inavegáveis. O dono do navio pede a mão de Caricleia a Calásiris e este, receando que usasse de violência, acede ao pedido, dizendo que quando chegarem ao Egipto terá tudo. Entretanto, Calásiris é avisado de que há um pirata — Traquino — que espera pela partida do navio para raptar Caricleia e as riquezas que vão no navio. Este, para se salvarem, avisa o dono do navio e partem no dia seguinte inesperadamente.
Viajam durante algum tempo, mas, à chegada no Egipto, o barco dos piratas apanha-os e matam alguns dos marinheiros e roubam alguns tesouros. O pirata que foi responsável pela sua perseguição — Traquino — prepara-se para levar Caricleia. Esta, engenhosamente, acede ao seu pedido, mas roga-lhe que leve também o "irmão" Teágenes e o "pai" Calásiris. O pirata concede-lhe esse pedido. Entretanto, os piratas tomam conta do segundo barco, mas, por falta de experiência, acabam por o ir estragando, até que se começa a partir. Desembarcam finalmente na margem do Nilo, no local da cena do começo do livro. Traquino, o pirata, diz a Calásiris que se vai casar com a filha Caricleia, pelo que fazem um grande banquete aí na costa. No entanto, Calásiris tem uma ideia brilhante: convence o segundo-oficial dos piratas de que Caricleia está apaixonada por ele e então este decide pedi-la a Traquino. Gera-se um conflito que acaba no assassínio de Traquino pelo segundo-oficial e logo se espoleta uma batalha entre todos. Teágenes entra na batalha matando todos e Caricleia, com o seu arco e flechas, acerta em todos, matando um a um sem falhar. No fim, sobram apenas Teágenes e o segundo-oficial, mas Caricleia, com medo de acertar em Teágenes, não dispara. Teágenes então consegue vencer o segundo-oficial, matando-o, mas cai como morto no chão. No meio disto tudo, Calásiris, que se tinha refugiado, ao avistar um bando de ladrões a chegar, e não podendo ajudar Teágenes e Caricleia, foge.

### Livros Seis a Dez
Caricleia é oferecida em sacrifício aos deuses pelo rei Hídaspes, que desconhece a sua verdadeira identidade. Após várias peripécias, a sua verdadeira identidade é revelada e acaba por casar com Teágenes.

## Tradução em português
Actualmente ainda não existe nenhuma tradução em português desta obra. A colecção Labirintos de Eros das Edições Cosmos, coordenada pela professora catedrática da Faculdade de Letras de Lisboa Marília Pulquério Futre Pinheiro, já publicou três dos cinco romances que nos chegaram da Grécia Antiga:
- Quéreas e Calírroe de Cáriton (1996), tradução de Maria de Fátima de Sousa e Silva (actualmente esgotado, mas disponível gratuitamente no site da Universidade de Coimbra);
- As Efesíacas (Ântia e Habrócomes) de Xenofonte de Éfeso (2000), tradução de Vítor Ruas;
- Os Amores de Leucipe e Clitofonte de Aquiles Tácio (2005), tradução de Abel N. Pena.

No entanto, não existe qualquer informação sobre a data de uma futura publicação dos restantes dois romances: Dáfnis e Cloe de Longo e As Etiópicas de Heliodoro.